# Klaus Hügl
Klaus Hügl (* 28. Oktober 1968 in Schönaich) ist ein deutscher Pianist, Liedbegleiter und Chorleiter.

## Leben
Nach dem Abitur studierte er an der Musikhochschule Stuttgart Klavier bei Martha Bartles und Chorleitung bei Dieter Kurz. Anschließend studierte er in den USA bei Michael Gurt an der Louisiana State University in Baton Rouge (Bachelor of Music und Masters of Music in Klavier) und bei Eckart Sellheim an der Arizona State University in Phoenix. 1998 erlangte er dort den Doctor of Musical Arts in Kammermusik und Liedbegleitung.
Klaus Hügl lebt seit 2001 wieder in Deutschland und arbeitet mit den Schwerpunkten Klassik-, Jazz- und Pop-Piano sowie Improvisation. Er spielte beim Theater Ensemble Sindelfingen und dem Zimmertheater Tübingen, begleitete Ines Martinez (Comedy), Agnes Decker (Schauspiel), Judith Goldbach (Jazz), coro per resistencia (Chor), sowie den Sindelfinger Kammerchor. Auslandsreisen mit verschiedenen Ensembles führten ihn u. a. in die Niederlande, die Schweiz, nach Finnland, Russland und Brasilien.
Klaus Hügl war Korrepetitor beim Sewanee Summer Music Festival, der Arizona State University und der International Double Reed Convention.

## Aktuelles
Klaus Hügl ist ständiger Bühnenpartner von Regina Greis (Gesang), Jakob Nacken und die Toyboys (Improvisation), Sophia Brickwell (Gesang) und spielt am kleines theater - Kammerspiele Landshut. Regelmäßige Auftritte hat Hügl im Landestheater Tübingen beim Theatersport des Harlekin Theater Tübingen und als Korrepetitor und Pianist bei Chorauftritten, z. B. mit „Der wunderbare Frauenchor“.
Hügl ist Gründer und Leiter vom Schönaicher Handglockenchor GLOX, leitet weiterhin den Chor Canto Vocale in Böhringen sowie die „Band“ und den katholischen Kirchenchor in seinem Heimatort Schönaich.
Er arrangiert und komponiert Noten für Chor und Handglockenchor und ist Dozent beim Schwäbischen Chorverband, an der Chorakademie Baden-Württemberg (Jazz-Pop-Latin), den Musik-Kurswochen Arosa, (Jazz-Pop-Soul) sowie der VHS Böblingen/Sindelfingen.